# جامعة بروناي دار السلام
جامعة بروناي دار السلام (اختصار: UBD، بالجاوية: يونيبرسيتي بروني دارالسلام) هي الجامعة الأقدم في بروناي، وهي أكبر جامعة في البلاد من حيث عدد الطلاب والبرامج الأكاديمية.

## معلومات عامة

### تاريخ الجامعة
جامعة بروناي دار السلام  تم تأسيسها في 1985، حيث ضمت 176 طالب/طالبة في أول دفعة حينها. ومنذ ذلك الحين وجامعة بروناي تشهد زيادة في عدد الخريجين وتطوراً في البرامج الأكاديمية وشموليتها، وتحديثا في البنية التحتية وتطوير للدراسات العليا.
انتقلت الجامعة إلى موقعها الحالي، على الطريق السريع المسمى تونغكو (Tungku)، في عام 1995. تمتلك الجامعة ثمانية كليات وتسعة مراكز بحوث وست مراكز خدمة أكاديمية تتنوع بين الدراسات الإسلامية والأعمال التجارية والفنون والعلوم والعلوم الصحية والدراسات الآسيوية والدراسات السياسة والتعليم والتنوع البيولوجي والتكنولوجيا المتكاملة.

### الطلاب الدوليين
فتحت الجامعة أبوابها للطلاب الدوليين منذ إنشائها، حيث شهدت الجامعة زيادة في احتضان أعراق مختلفة، متنوعين من دول شتى من شرق آسيا (الصين واليابان) وأوروبا وأفريقيا والشرق الأوسط. اليوم، جامعة بروناي تقدم مجموعة من البرامج الرامية إلى تعزيز العلاقات الدولية، مثل برنامج بروناي-الولايات المتحدة الأمريكية لإثراء اللغة الإنجليزية في رابطة دول جنوب شرق آسيا، وبرنامج «عام الاكتشاف» الذي يشجع الطلاب على الذهاب إلى الخارج خلال السنة الثالثة من دراستهم الجامعية.

## التعليم الأكاديمي
الحصول على قبول من جامعة بروناي تنافسي للغاية، والسبب يعود في ذلك لكون جامعة بروناي هي واحدة من أربع جامعات في البلاد ممن تقدم درجة البكالوريوس والدراسات العليا، واثنتان من هذه الجامعات هي جامعات دينية.  نظام القبول في بروناي موحد للجامعات من خلال الإنترنت عبر بوابة تقنية تسمى "HECAS" وتعني نظام القبول الموحد للتعليم العالي، حيث يتم اختيار المؤهلين حسب متطلبات محددة مسبقاً مثل اختبار كامبردج لتحديد المستوى التعليمي.

### الكليات والمعاهد
- أكاديمية دراسات بروناي (APB)
- كلية الآداب والعلوم الاجتماعية (FASS)
- كلية إدارة الأعمال والاقتصاد (UBDSBE)
- كلية العلوم (FOS)
- كلية التقنيات المتكاملة (FIT)
- معهد السلطان حسن البلقية للتعليم (SHBIE)
- معهد الأميرة رشيدة للعلوم الصحية (PAPRSB IHS)
- معهد الدراسات الآسيوية (IAS)
- معهد القيادة والابتكار والتقدم (ILIA)
- معهد دراسات السياسة (IPS)
- مركز السلطان عمر علي سيف الدين للدراسات الإسلامية (SOASCIS)
- مركز الابتكار في الحكومة الإلكترونية (eGInC)
- مركز آي بي إم (IBM) في جامعة بروناي
- معهد التنوع البيولوجي والبحوث البيئية (IBER)
- مركز المواد المتقدمة وعلوم الطاقة (CAMES)
- مركز الأبحاث المتقدمة (CARe)
- مركز اللغة (LC)
- مركز التعلم مدى الحياة (C3L)

### البكالوريوس
تقدم جامعة بروناي حاليا خمسة برامج في درجة البكالوريوس:
- بكالوريوس في الاقتصاد وإدارة الأعمال
- بكالوريوس في العلوم
- بكالوريوس في العلوم الصحية
- بكالوريوس في الآداب والعلوم الاجتماعية
- بكالوريوس في الهندسة

### الدراسات العليا
تقدم جامعة بروناي عدة برامج للدراسات العليا (الماجستير من خلال الدراسة المنهجية أو تقديم بحث، والدكتوراه) في التخصصات التالية:
- الحضارة الإسلامية والقضايا المعاصرة
- الخدمات المصرفية الإسلامية والتمويل الإسلامي
- التعليم
- دراسات الطاقة
- الحوسبة ووسائل الإعلام الجديدة
- علوم المحاصيل
- الرعاية الصحية الأولية
- دراسات بروناي
- لغة الملايو واللسانيات
- الفن والتواصل الاحترافي والإعلام

## مسجد الجامعة
بدأ البناء في مسجد جامعة بروناي (يعرف باسم: Masjid Universiti) في عام 1992 على مساحة 20 ألف متر مربع (2 هكتار)، واكتمل في عام 1994 بتكلفة إجمالية 7 ملايين و600 ألف دولار بروني (حوالي 5,065,190 دولار أمريكي)، وافتتح رسميا في عام 1995 من قبل جلالة السلطان الحاج حسن البلقية. يتسع المسجد لحوالي 1800 شخص. يستخدم المسجد أساسا للأنشطة الدينية التي تقوم بها الجامعة بالإضافة للصلوات اليومية التي يحضرها ممن هم حول المسجد.